# 土屋紘
土屋 紘（つちや ひろし、1944年7月10日 - ）は、長野県佐久市出身の元プロ野球選手（投手）。

## 来歴・人物
臼田高校では2年生の時からエース、1961年秋季北信越大会県予選東信準決勝に進むが、丸子実に敗退。当時から低めにコントロールされた重い速球は定評があり、一試合平均10個以上の三振を奪っていた。
高校卒業後、社会人野球の三協精機、電電信越に誘われたが、駒澤大学へ進学。東都大学野球リーグでは1、2年生の時に2度の優勝を経験するが、1年上に盛田昌彦（北海道拓殖銀行）、同期に伊藤久敏といった好投手がおり、活躍の場はなかった。1965年春季リーグで初登板、盛田の卒業後は伊藤と左右の二本柱となり、リーグ通算27試合11勝9敗の成績をあげる。他の大学同期に大下剛史遊撃手、後藤和昭三塁手がいる。
大学卒業後は電電東京へ入社。1967年の都市対抗では、2回戦で山田久志を擁する富士鐵釜石を完封するなど2勝をあげ、準決勝に進出する。準決勝では日本石油の平松政次投手と投げ合い1-2で惜敗したが、優秀選手賞を受賞した。1967年ドラフト会議で中日ドラゴンズから1位指名を受け入団。
1968年に一軍に上がるが、その後は一時低迷。1971年4月18日にヤクルトアトムズを相手に初先発。5月12日には2回目の先発で大洋ホエールズの山下律夫と投げ合い7回途中まで好投、初勝利を記録した。1972年には2完投、3勝をマークするが、1973年シーズン途中、水谷則博とともに、佐藤政夫、奥田直也との交換トレードでロッテオリオンズへ移籍。
その後は活躍の機会がなく1975年に引退した。その後はアシックスに勤務していた。

## 詳細情報

### 年度別投手成績
| 年 度    | 球 団    | 登 板 | 先 発 | 完 投 | 完 封 | 無 四 球 | 勝 利 | 敗 戦 | セ 丨 ブ | ホ 丨 ル ド | 勝 率 | 打 者 | 投 球 回 | 被 安 打 | 被 本 塁 打 | 与 四 球 | 敬 遠 | 与 死 球 | 奪 三 振 | 暴 投 | ボ 丨 ク | 失 点 | 自 責 点 | 防 御 率 | W H I P |
| -------- | -------- | ----- | ----- | ----- | ----- | -------- | ----- | ----- | -------- | ----------- | ----- | ----- | -------- | -------- | ----------- | -------- | ----- | -------- | -------- | ----- | -------- | ----- | -------- | -------- | ------- |
| 1968     | 中日     | 1     | 0     | 0     | 0     | 0        | 0     | 0     | --       | --          | ----  | 15    | 3        | 7        | 0           | 1        | 0     | 0        | 2        | 0     | 0        | 4     | 4        | 12.00    | 2.67    |
| 1971     | 中日     | 12    | 3     | 0     | 0     | 0        | 1     | 1     | --       | --          | .500  | 150   | 35.1     | 38       | 5           | 15       | 0     | 0        | 17       | 0     | 0        | 17    | 17       | 4.37     | 1.50    |
| 1972     | 中日     | 28    | 12    | 2     | 0     | 0        | 3     | 4     | --       | --          | .429  | 363   | 89.2     | 78       | 14          | 24       | 5     | 1        | 34       | 0     | 0        | 41    | 37       | 3.70     | 1.14    |
| 1974     | ロッテ   | 3     | 0     | 0     | 0     | 0        | 0     | 0     | 0        | --          | ----  | 18    | 4        | 4        | 0           | 2        | 0     | 0        | 1        | 0     | 0        | 2     | 2        | 4.50     | 1.50    |
| 通算:4年 | 通算:4年 | 44    | 15    | 2     | 0     | 0        | 4     | 5     | 0        | --          | .444  | 546   | 132      | 127      | 19          | 42       | 5     | 1        | 54       | 0     | 0        | 64    | 60       | 4.09     | 1.28    |

### 背番号
- 26 （1968年 - 1973年途中、1974年 - 1975年）
- 40 （1973年途中 - 同年終了）